# Sphaerozone ostiolatum
Sphaerozone ostiolatum är en svampart som först beskrevs av Tul. & C. Tul., och fick sitt nu gällande namn av Setch. 1910. Sphaerozone ostiolatum ingår i släktet Sphaerozone och familjen Pezizaceae.   Inga underarter finns listade i Catalogue of Life.